# 23-й резервный полк SAS
23-й полк Особой воздушной службы (англ. 23 Special Air Service Regiment (Reserve), сокращённо 23 SAS(R)) — полк британской Особой воздушной службы и Армейского резерва Великобритании. Вместе с 21-м резервным полком Особой воздушной службы (художников) составляют резерв Особой воздушной службы, куда принимаются и новобранцы, ранее не служившие в армейских частях.

## История
Подразделение было сформировано в 1959 году как вспомогательный полк Территориальной армии Великобритании на основе бывшего Резервного разведывательного подразделения (MI9). Первым командиром полка был подполковник Г. С. Джиллис. С 1977 по 1983 годы полком командовал военнослужащий Французского Иностранного легиона Энтони Хантер-Чот. До 2008 года эскадроном D командовал майор Себастьян Морли

## Деятельность
Согласно сайту Министерства обороны Великобритании, ролью полка являются глобальная разведка, оперативные задания и учения. Историческая обыденная роль полка сводилась к обычной разведке, хотя чаще и чаще его привлекали в состав Войск специального назначения. Согласно данным от 2001 года, к ролям полка относились также спасение заложников и военнопленных. Некоторое время резервисты участвовали в обучении Афганской национальной полиции в годы Афганской войны, но позднее были выведены из Афганистана, а их задачу передали обычной пехоте. Согласно докладу, резервисты не играли какой-то чётко выраженной роли, а для службы с регулярными подразделениями спецназа резервистам не хватало опыта и военного потенциала.
С 1 сентября 2014 23-й резервный полк SAS подчиняется 1-й бригаде военной разведки вместе с 21-м резервным полком SAS и Почётной артиллерийской ротой.